# Manaure (La Guajira)
Manaure es un municipio colombiano del departamento de La Guajira, reconocido principalmente por encontrarse en él las salinas marítimas más importantes del país. Llamada también "la novia blanca de Colombia", la cabecera urbana tiene el núcleo de población más grande del desierto de La Guajira.

## Toponimia
De acuerdo a la tradición oral, Manaure debe su nombre al resplandor del Cacique Manaure, que legó su nombre a este sitio. De acuerdo con las investigaciones realizadas, efectivamente en la vecina república de Venezuela existió un cacique indígena de la tribu caquetío que habitaba la zona al momento de la conquista de América y que gozaba de mucho prestigio. Respondía al nombre de Manaure; este indígena inicialmente se mostró muy amigable con los evangelizadores, por cual accedió a bautizarse como católico en 1527.

## División político-administrativa
Además de su cabecera municipal, Manaure tiene bajo su jurisdicción los siguientes centros poblados:
- Aimaral
- Arroyo Limón
- Arémasahin
- El Pájaro
- Hurraychichon
- Kaasumana
- La Gloria
- La Paz
- Manzana
- Mayapo
- Musichi
- Poromana
- San Antonio
- Santa Rosa I
- Santa Rosa II
- Shiruria

## Símbolos

Escudo de Manaure.

Bandera de Manaure.

### Escudo y bandera
El escudo de Manaure es de forma francesa; dividido en tres cuarteles y con divisas en las partes superior e inferior. Sobre el cuartel superior izquierdo se aprecia una rama de olivo, símbolo de paz; dentro del cuartel hay una imagen del desierto de La Guajira. Sobre el cuartel superior derecho hay una muralla, símbolo del pasado español, y dentro del cuartel, una imagen que representa la industria petrolera. En el cuartel inferior se observan las salinas y un flamenco que representa el Santuario de fauna y flora los Flamencos. En la divisa superior se lee «Paz - Riquezas», y en la inferior, «Unidad y Progreso».
La bandera está conformada por dos franjas horizontales de igual tamaño. La franja superior, de color azul celeste, representa la tranquilidad, el cielo y el mar. La franja inferior, de color blanco, representa la sal que se produce en el municipio y la paz que debe reinar entre sus habitantes.

## Historia
Manaure nació como un asentamiento nómada de indígenas. Los primeros indicios de habitantes de origen europeo y mestizo se remontan al año 1723 aproximadamente. 
El municipio de Manaure fue creado mediante ordenanza 015 de 1973, que comenzó a regir a partir del 1 de octubre de 1974, fecha institucionalizada para festejar el aniversario de Manaure. Este proyecto de ordenanza fue presentado por el hijo de Manaure y diputado Manuel Mengual Meza, y fue sancionado por Benjamín Armenta López, gobernador de La Guajira.

## Geografía

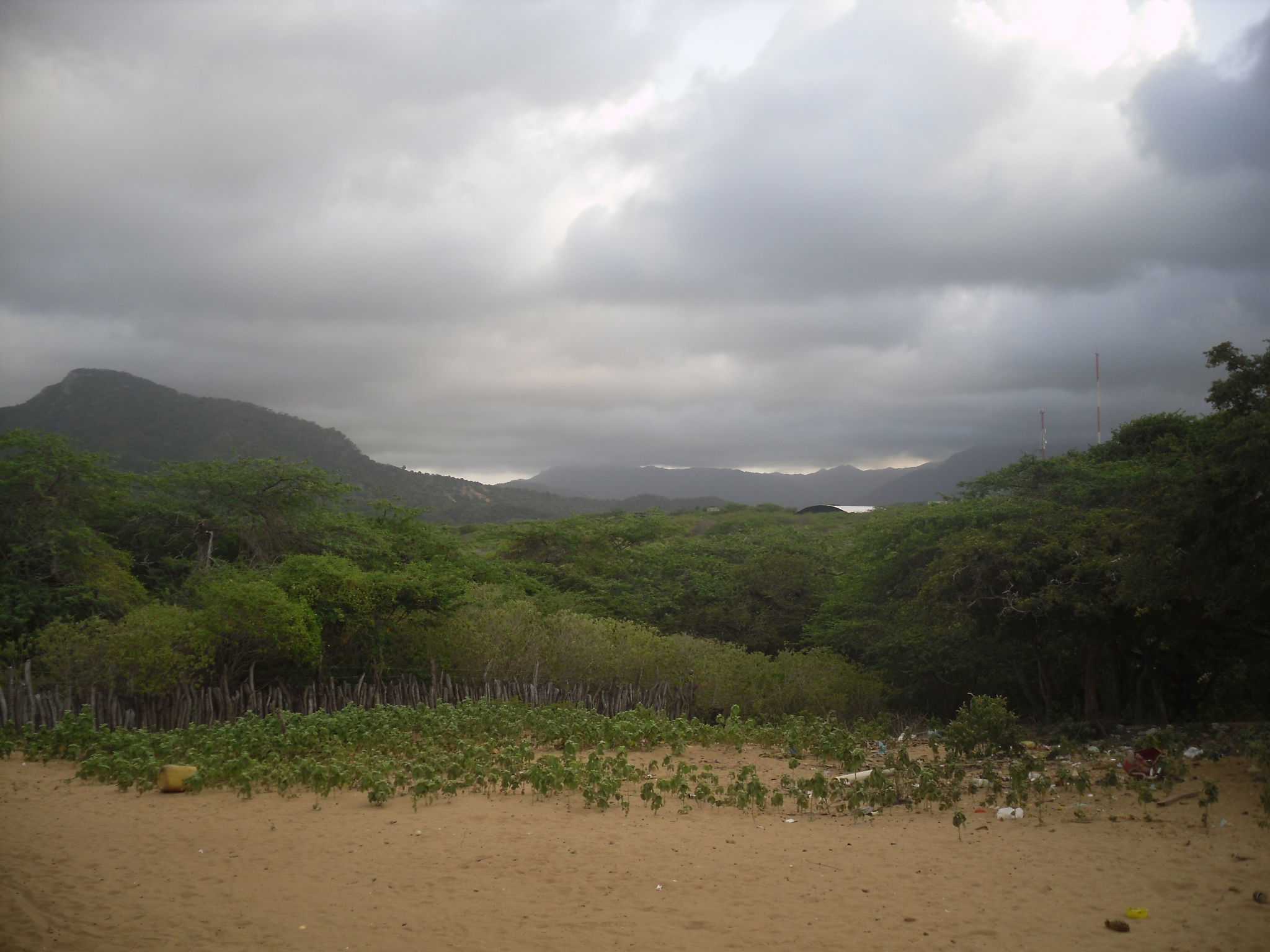
Sector rural de Manaure.

Manaure posee un clima cálido tropical, refrescado por las brisas marinas del noreste; permanece todo el año con temperaturas que oscilan entre los 28 °C y los 38 °C. Debido a las altas temperaturas y a la intensidad de los vientos la evaporación es muy alta, los vientos del noreste ocasionan la época de mayor sequía, las lluvias son muy escasas y solo se presentan en los meses de mayo, junio, octubre y noviembre, las precipitaciones influida por la dirección y velocidad de los vientos son cortas y fuertes, llegando a caer en algunos lugares hasta 150 milímetros en un solo aguacero. 
En general es una llanura plana pedregosa y suavemente ondulada, en la que predominan las dunas del litoral, las lagunas marinas, playones arcillosos y salinas entre el Pájaro y Mayapo, sometidas a inundaciones prolongadas; entre Manaure y Ahuyama la costa se recorta en acantilados bajos las capas arcillosas que conforman la planicie de la Media y Alta Guajira.
Manaure pertenece a la cuenca del Caribe, donde sus corrientes de agua son en su mayoría arroyos caracterizados por su régimen esporádico o intermitentes: Pero con crecidas más largas y de intensidad media; en general el municipio está rodeado por el mar Caribe y la cabecera municipal es atravesada por el arroyo Limón para luego desembocar a orillas del mar Caribe. También presenta aguas subterráneas las que aprovechan los indígenas. El mar Caribe que bordea la costa, es la fuente más abundante de agua convirtiéndose no solo en generador de alimentos sino como elementos primarios para la industria de la sal, base de la economía de esta región.

### Límites
- Norte: Con el mar Caribe.
- Nororiente: Con el municipio de Uribia.
- Sur: Con el municipio de Maicao.
- Occidente: Con el municipio de Riohacha.

### Ecología

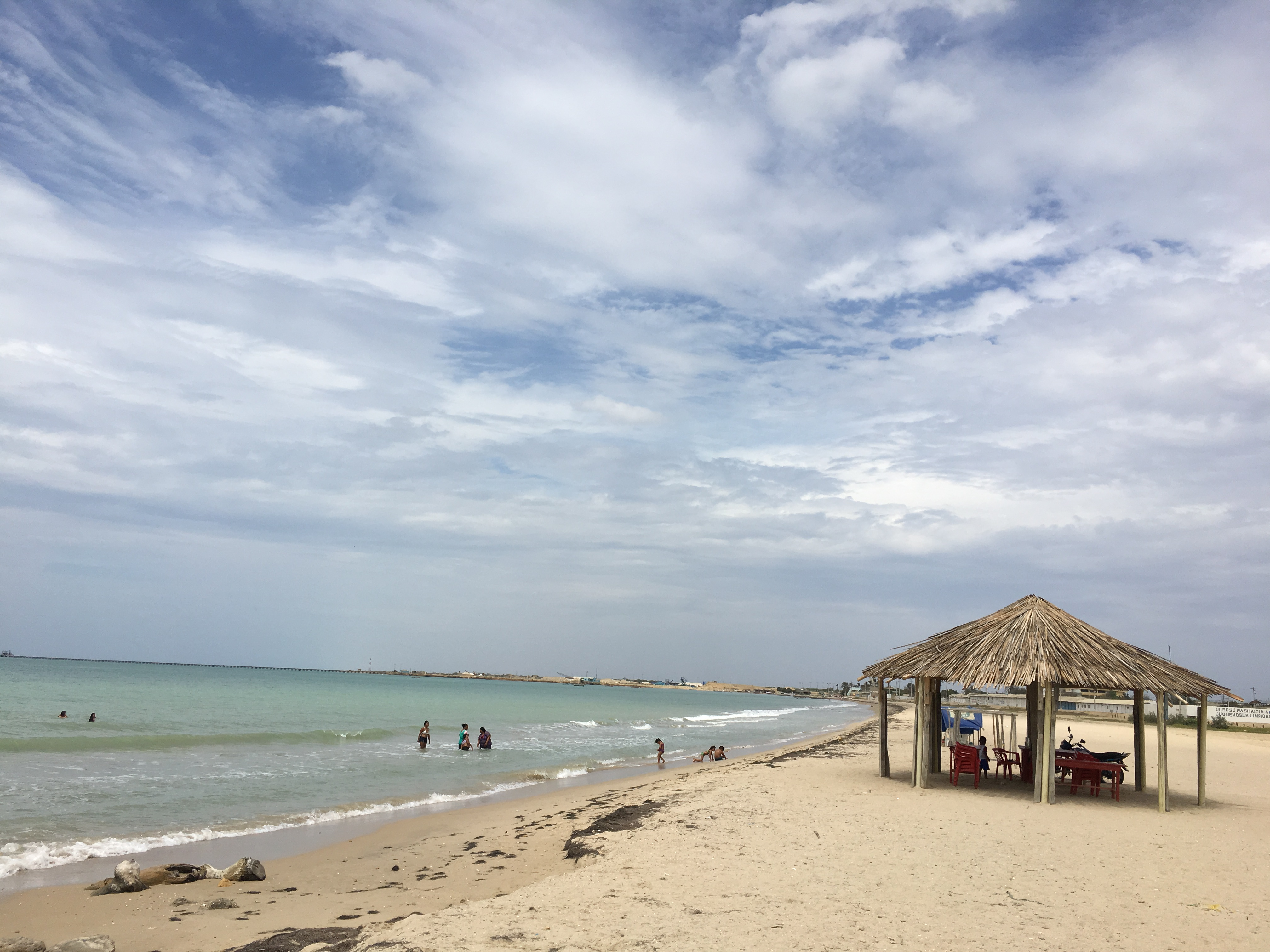
Playa de Manaure

En Manaure se encuentran corrientes de agua en su mayoría arroyos; en general Manaure está rodeado por el mar Caribe y la cabecera municipal es atravesada por el arroyo Limón que también es un humedal hogar de gran cantidad de especies nativas y migratorias. La flora está dominada por cactus, tunas; también se da el trupillo, árbol propio del desierto guajiro, además su clima y terrenos favorecen el cultivo de la sábila o aloe vera. El paisaje natural es de los más hermosos del país. Los amaneceres y atardeceres hacen contraste con el verde azul del mar y la blancura de las charcas de sal.

## Cultura

### Festividades
- Festival Cultural de la Sal, Gas y Flamencos: Es la principal festividad del municipio. Se celebra entre los meses de junio y julio con numerosas actividades artísticas y culturales.
- Fiestas de la virgen Santa Rita de Casia: Se celebra el 22 de Mayo.
- Fiestas de la Virgen del Carmen: Se celebran el 16 de julio, cuando varias personas de la comunidad que se reúnen en la playa para, luego de una misa, hacen una procesión marítima en lanchas con música y fuegos pirotécnicos.
- Fiestas Patronales: Se celebran el 11 de noviembre en honor de San Martín de Tours, más conocido en la costa Caribe colombiana como San Martín de Loba.

### Lugares de interés

#### Santuario de Fauna y Flora Los Flamencos

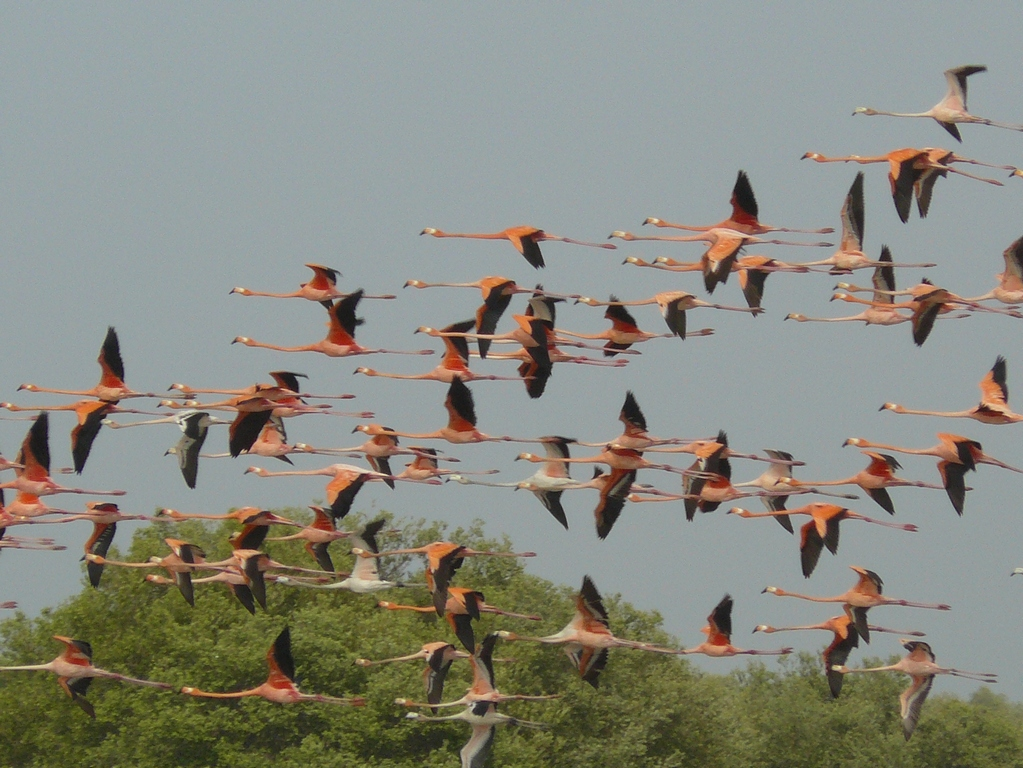
Santuario de Flora y Fauna Los Flamencos.

La quietud de los cielos azules y despejados de la península de la Guajira, zona desértica del nororiente colombiano, se ve interrumpida por arreboles de un rosado intenso que se disuelven en espirales sobre las lagunas del Santuario de Flora y Fauna Los Flamencos. Se trata de bandadas de flamencos, aves altas y esbeltas, cuyo plumaje rosado fue, para los egipcios, la definición del color rojo. Los inmensos playones que extienden su manto blanco sobre buena parte del área protegida son el lugar de desove de tortugas marinas y no es raro encontrar en ellos una que otra enramada de hoja de palma, donde los Wayús guindan sus coloridas hamacas.
Esta área se caracteriza por ser una zona de mangles y de anidamiento de aves exóticas, especialmente el flamenco rosado. Se encuentra ubicada en el corregimiento de Musichi a 20 minutos del casco urbano de Manaure. Se accede por una carretera destapada bordeando el mar.
El área protegida cuenta con una población aproximada de 1080 habitantes, siendo el sector más poblado el caserío de Perico. Se encuentran las localidades de Boca de Camarones, Loma Fresca, Perico, La Y, Caricari, Puerto Guásima, Chentico, Tocoromana y Los Almendros, integradas en un 65 % por miembros de la etnia Wayú; el 35 % restante corresponde a la comunidad Alijuna que en su mayoría tiene nexos conyugales con las mujeres Wayú. La principal actividad económica de la población local es la pesca artesanal, en tanto que un grupo reducido de personas de la comunidad se beneficia del turismo, incrementado en los últimos años gracias a la divulgación de las bellezas escénicas del lugar. La actividad pesquera en las lagunas es estacional; se lleva a cabo de mayo a junio y de noviembre a febrero, cuando las condiciones climáticas son favorables por los dos períodos de lluvias. Otras actividades son el pastoreo (cría de chivos y, en menor proporción, ganado vacuno), la recolección de sal en las lagunas y la elaboración de artesanías, oficio que básicamente desempeñan las mujeres. La agricultura es escasa ya que las características áridas de la zona no facilitan el cultivo de productos para la comercialización, por lo que se limita a la siembra de pancoger en los períodos lluviosos.

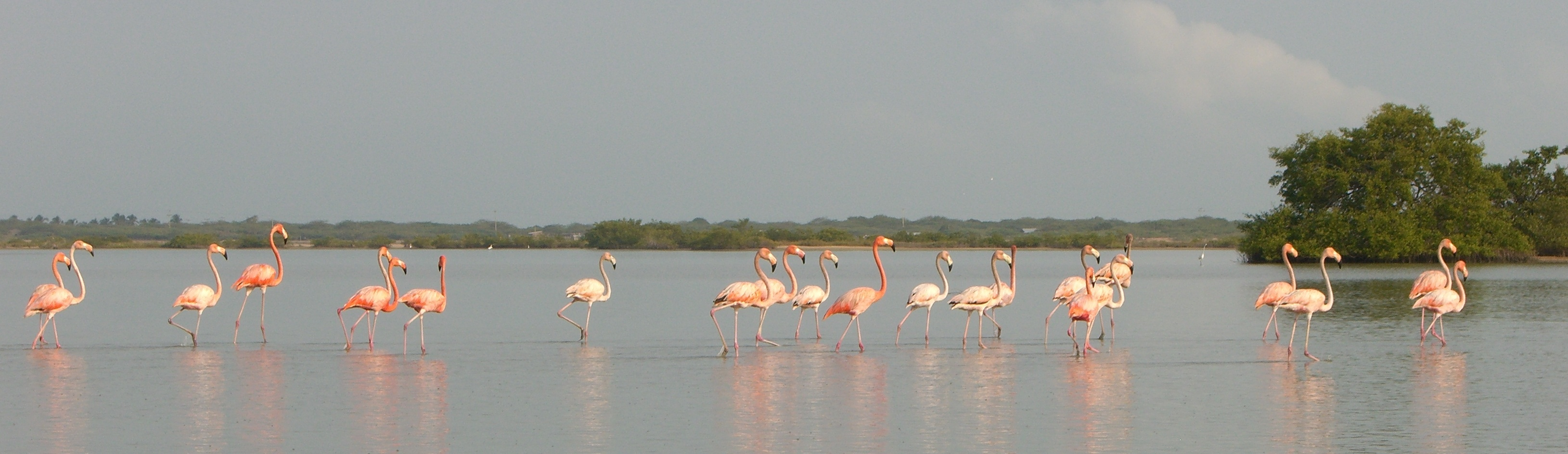
Santuario de Flora y Fauna Los Flamencos.

## Economía

### Producción de sal
En Manaure se encuentran las salinas marítimas más importantes del país en un área aproximada de 4080,45 hectáreas. Las subdivisiones más importantes son: 
- Área de evaporación, con un total de 3633 hectáreas.
- Charca shorshimana; con 39,67 hectáreas; la cristalización y la cosecha la realizan los indígenas.
- Charca Manaure, con 30,45 hectáreas. Es un área de explotación mecanizada.
- La Nodriza, donde se encuentra la salmuera óptima para cargar los cristalizadores, tiene un área de 92 hectáreas.
- Cristalizadores del área mecanizada, con 206,21 hectáreas.
- Cristalizadores del área artesanal, con 79,12 hectáreas.

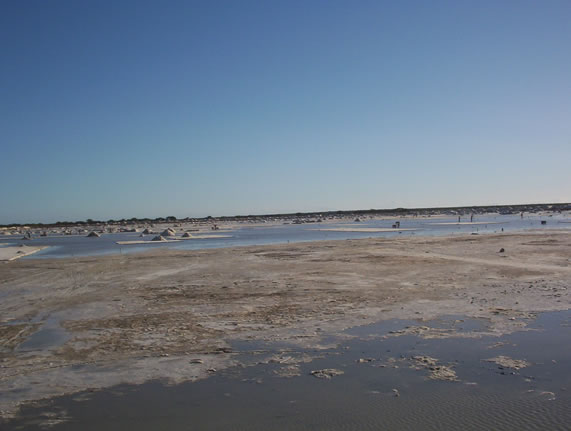
Salinas de Manaure.

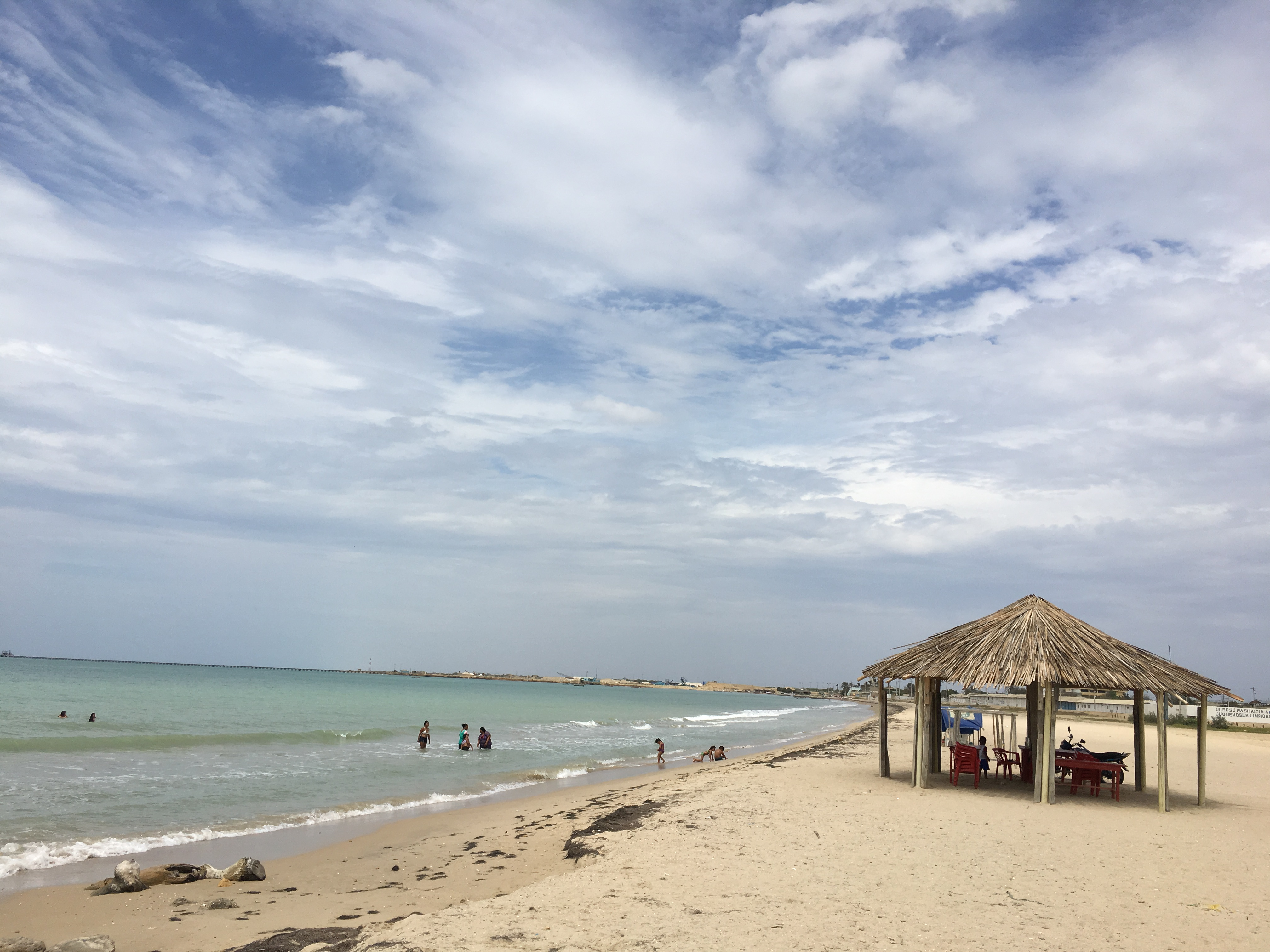
Playa en las Salinas de Manaure en La Guajira Colombia.

La sal ha sido por décadas la columna vertebral de la economía en el municipio de Manaure (La Guajira) y una especie de oro blanco del que los pobladores (indígenas o no) se han valido para levantar a sus familias, siendo hasta el año 2009 el productor del 70 % de la sal que se consumía en el país. Entre 1992 y 2002 se produjeron 4.4 millones de toneladas de sal cruda, cristalizada y sin lavar, en Colombia, de las cuales las salinas de Manaure produjo el 63.1 % del total, y el 95,4 % de las salinas marítimas.
La explotación de la mina estuvo desde 1970 hasta 2004 en manos del Estado, hasta que el Gobierno le entregó la empresa a tres asociaciones indígenas y a la Alcaldía, que crearon una sociedad de economía mixta llamada Salinas de Manaure (Sama Ltda.). La única condición para entregarles todos los activos, avaluados en casi $100 mil millones, era contratar a un operador privado que sacara adelante el negocio y mantuviera la producción, que para entonces estaba cerca de las 500 mil toneladas anuales. Mientras cumplían, estarían bajo la supervisión de un comité de vigilancia dirigido por el Gobierno. La idea de la cesión era que las ganancias se destinaran a satisfacer las necesidades de los wayúu de la zona.
Al finalizar el año 2012, aún no había sido contratado un operador privado, y en medio de los diversos enfrentamiento, en los últimos tres años la compañía no ha producido un gramo de sal y se ha dedicado a comercializar las reservas que quedaron de tiempos más prósperos vendiendo en el año 2011 tan solo 136 mil toneladas. 
El panorama actual, según los habitantes, es devastador. Las charcas de producción están secas, desaparecieron las gigantescas montañas de sal que alguna vez fueron atractivo turístico, y dicen que los recursos de las ventas de las reservas no se ven. Hoy quedan pequeños montículos de sal y en el pueblo un mal sabor por la debacle en la empresa que fue su orgullo. Han sido los propios indígenas wayúu los que han criticado a quienes los representan en la compañía y aseguran que los malos manejos se ven reflejados en la mala situación económica que vive el pueblo.

### Producción de gas
En el corregimiento de El Pájaro existen las mayores reservas de gas probadas del país en los campos de Chuchupa A y B, Ballenas y Riohacha, descubiertos por la Texaco en 1973. Actualmente, la explotación de gas en la Guajira está siendo llevada a cabo por la empresa CHEVRON PETROLEUM COMPANY, según el contrato de asociación Guajira “A”, celebrado con ECOPETROL S.A., en un área total de 81 974 hectáreas. De acuerdo a dicho contrato de asociación el 60 % de la producción en la operación asociada le corresponde al estado colombiano y el 40 % al asociado. De este 60 %, el 20 % le corresponde a La Guajira como regalía.
En noviembre de 2019, la empresa Hocol (subsidiaria de ECOPETROL) anunció que asumirá la participación de Chevron en el contrato Guajira.

## Vías de comunicación

### Aéreas
Para visitar Manaure, se puede tomar un vuelo aéreo procedente de Bogotá que llega a la ciudad de Riohacha y de ahí se puede tomar un transporte hacia este Municipio. 

### Terrestres
Para viajar a Manaure, desde Ríohacha, se hace un recorrido por carretera vía a Maicao y al llegar al ferrocarril que transporta el carbón del Cerrejón, se voltea a la izquierda para continuar el camino por una carretera asfaltada, paralela al ferrocarril. de este punto al Norte 38 kilómetros por vía pavimentada hacia la Población de Uribia y de allí hacia el occidente 22 kilómetros por una carretera igualmente pavimentada.

## Estructura organizacional municipal
| Manaure      | Manaure     | Manaure                    |
| Departamento | Código DANE | Categoría municipal (2023) |
| ------------ | ----------- | -------------------------- |
| La Guajira   | 44560       | Cuarta                     |

- Personería: Es un centro del Ministerio Público de Colombia que ejerce, vigila y hace control sobre la gestión de las alcaldías y entes descentralizados; velan por la promoción y protección de los derechos humanos; vigilan el debido proceso, la conservación del medio ambiente, el patrimonio público y la prestación eficiente de los servicios públicos, garantizando a la ciudadanía la defensa de sus derechos e intereses.

- Concejo Municipal: Es la suprema autoridad política del municipio. En materia administrativa sus atribuciones son de carácter normativo. También le corresponde vigilar y hacer control político a la administración municipal. Se regulan por los reglamentos internos de la corporación en el marco de la Constitución Política Colombiana (artículo 313) y las leyes, en especial la Ley 136 de 1994 y la Ley 1551 de 2012.

Constituido por 15 concejales por un periodo de 4 años.
- Alcaldía Municipal: En esta se encuentra la administración municipal y las entidades descentralizadas del municipio.

El Alcalde se pronuncia mediante decretos y se desempeña como representante legal, judicial y extrajudicial del municipio. El actual Alcalde municipal es Jhon Pimienta Jusayu (2024-2027), elegido por voto popular.
- JAL. Sin constitución alguna en los corregimientos del municipio.

## Servicios públicos
- Energía Eléctrica: Air-e, del grupo EPM, es la empresa prestadora del servicio de energía eléctrica.
- Gas Natural: Gases de La Guajira es la empresa distribuidora y comercializadora de gas natural en el municipio.